# Dispersió Compton inversa no lineal

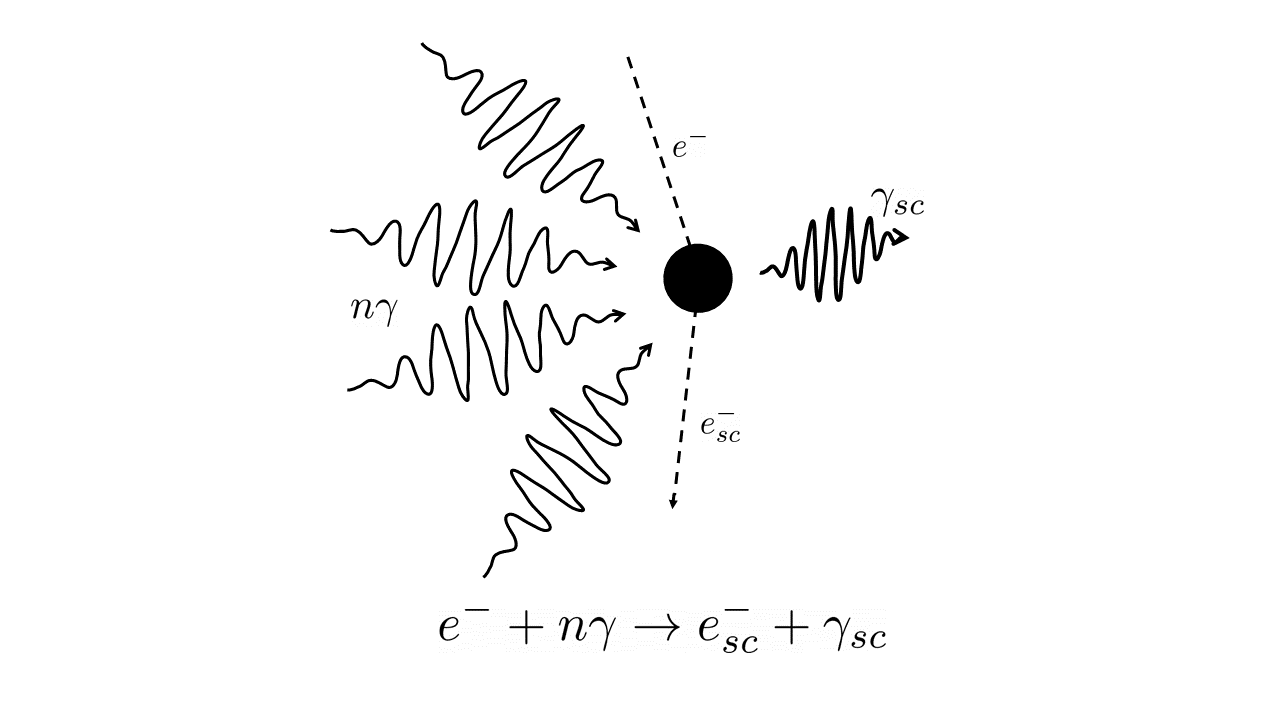
Imatge de la dispersió Compton inversa no lineal.

La dispersió Compton inversa no lineal (NICS), també coneguda com a dispersió Compton no lineal i dispersió Compton multifotònica, és la dispersió de múltiples fotons de baixa energia, donada per un camp electromagnètic intens, en un fotó d'alta energia (raigs X o raig gamma) durant la interacció amb una partícula carregada, en molts casos un electró. Aquest procés és una variant invertida de la dispersió Compton ja que, al contrari, la partícula carregada transfereix la seva energia al fotó d'alta energia sortint en lloc de rebre energia d'un fotó d'alta energia entrant. A més, a diferència de la dispersió Compton, aquest procés és explícitament no lineal perquè les condicions d'absorció multifotònica per part de la partícula carregada s'assoleixen en presència d'un camp electromagnètic molt intens, per exemple, el produït per làsers d'alta intensitat.
La dispersió Compton inversa no lineal és un procés de dispersió que pertany a la categoria dels fenòmens d'interacció llum-matèria. L'absorció de múltiples fotons del camp electromagnètic per part de la partícula carregada provoca la consegüent emissió d'un raig X o un raig gamma amb una energia comparable o superior a l'energia de repòs de la partícula carregada.
El potencial vectorial normalitzat {\displaystyle {a_{0}=eA/(mc^{2})}} ajuda a aïllar el règim en què es produeix la dispersió Compton inversa no lineal ( {\displaystyle e} és la càrrega de l'electró, {\displaystyle m} és la massa dels electrons, {\displaystyle c} la velocitat de la llum i {\displaystyle A} el potencial vectorial). Si {\displaystyle a_{0}\ll 1}, el fenomen d'emissió es pot reduir a la dispersió d'un sol fotó per un electró, que és el cas de la dispersió Compton inversa. Mentre, si {\displaystyle a_{0}\gg 1}, es produeix NICS i les amplituds de probabilitat d'emissió tenen dependències no lineals del camp. Per aquest motiu, en la descripció de la dispersió Compton inversa no lineal, {\displaystyle a_{0}} s'anomena paràmetre clàssic de no linealitat.

## Història
El procés físic de la dispersió Compton inversa no lineal s'ha introduït per primera vegada teòricament en diferents articles científics a partir de 1964. Abans d'aquesta data, havien sorgit alguns treballs fonamentals que tractaven de la descripció del límit clàssic de NICS, anomenat dispersió de Thomson no lineal o dispersió de Thomson multifotònica. El 1964, es van publicar diferents articles sobre el tema de la dispersió d'electrons en camps electromagnètics intensos per LS Brown i TWB Kibble, i per AI Nikishov i VI Ritus, entre d'altres. El desenvolupament dels sistemes làser d'alta intensitat necessaris per estudiar el fenomen ha motivat els continus avenços en els estudis teòrics i experimentals de NICS. En el moment dels primers estudis teòrics, els termes difusió Compton no lineal (inversa) i dispersió Compton multifotònica encara no estaven en ús i van sorgir progressivament en treballs posteriors. El cas d'un electró dispersant fotons d'alta energia en el camp d'una ona plana de fons monocromàtica amb polarització circular o lineal va ser un dels temes més estudiats al principi. Aleshores, alguns grups han estudiat un escenari de dispersió Compton inversa no lineal més complicat, considerant camps electromagnètics complexos d'extensió espacial i temporal finita, típics dels polsos làser.

## Aplicacions
La dispersió Compton inversa no lineal és un fenomen interessant per a totes les aplicacions que requereixen fotons d'alta energia, ja que NICS és capaç de produir fotons amb energia comparable a {\displaystyle mc^{2}} i més alt. En el cas dels electrons, això vol dir que és possible produir fotons amb energia MeV que, en conseqüència, poden desencadenar altres fenòmens com ara la producció de parells, la producció de parells Breit-Wheeler, la dispersió de Compton, les reaccions nuclears.
En el context de l'acceleració làser-plasma, poden estar presents tant electrons relativistes com polsos làser d'intensitat ultraalta, establint condicions favorables per a l'observació i l'explotació de la dispersió Compton inversa no lineal per a la producció de fotons d'alta energia, per al diagnòstic de moviment d'electrons, i per sondejar efectes quàntics no lineals i QED no lineals. Per aquest motiu, s'han introduït diverses eines numèriques per estudiar la dispersió Compton inversa no lineal. Per exemple, s'han desenvolupat codis de partícules a la cèl·lula per a l'estudi de l'acceleració làser-plasma amb la capacitat de simular la dispersió Compton inversa no lineal amb mètodes de Monte Carlo. Aquestes eines s'utilitzen per explorar els diferents règims de NICS en el context de la interacció làser-plasma.